# Chuck Wicks
Pour les articles homonymes, voir Wicks.
Charles Elliott "Chuck" Wicks (né le 20 juin 1979 à Smyrna) est un chanteur américain de musique country. Il fut l'un des participants de l'émission de télé réalité Nashville, diffusée sur Fox Networks en 2007.

## Biographie
Chuck Wicks grandit dans un ferme agricole à Smyrna, Delaware. Voulant faire carrière dans la musique, il déménage à Nashville après avoir interrompu sa scolarité au Florida Southern College. Il commence alors à se perfectionner en composition et signe notamment en 2006 la chanson "Lead Me On" sur l'album Brand New Girlfriend de Steve Holy. Il arrive à attirer l'attention des producteurs de RCA Records qui lui font signer un contrat d'enregistrement fin 2007. 
Tandis qu'il travaille sur son premier album, Wicks fait partie du casting de l'émission de télé-réalité de Fox Networks ; Nashville. À cause des mauvaises audiences, le programme est annulé après le deuxième épisode.
En août 2007, il se présente au Grand Ole Opry avec son premier single Stealing Cinderella, coécrit avec George Teren et Rivers Rutherford. Atteignant la cinquième position du classement en janvier, et la place #56 au Billboard Hot 100. Ce premier single est la meilleure performance de l'année 2007 pour un nouvel artiste country.
L'album Starting Now, dont est issu le premier single sort le 22 janvier 2008. Il se classe à la septième position au Top Country Albums. Le second single, "All I Ever Wanted" sort en avril 2008 et est lui aussi très vite classé parmi les meilleures ventes. Le troisième single "Man of the House" suivra en janvier 2009, entrant dans le Top 40 en février à la 27e place.
En janvier 2009, il fait un concert caritatif dans sa ville natale qui permettra de rapporter $25,000 pour le Boys & Girls Clubs de Smyrna-Clayton.
Il participe à la 8e saison de Dancing with the Stars aux côtés de la chanteuse et danseuse professionnelle Julianne Hough. Ils seront les huitièmes éliminés de cette saison, quittant le jeu le 28 avril 2009.
Le 10 novembre 2009, Wicks annonça qu'il débutait le travail sur son deuxième album sont le premier single Hold That Thought est prévu pour le mois de mars 2010.

## Discographie

### Albums studio
| Année | Album                               | Positions  | Positions |
| Année | Album                               | US Country | US        |
| ----- | ----------------------------------- | ---------- | --------- |
| 2008  | Starting Now - Label: RCA Nashville | 7          | 24        |

### Singles
| 2007                                          | "Stealing Cinderella"A | 5  | 56 | 11 | 81 | Starting Now |
| 2008                                          | "All I Ever Wanted"    | 14 | 86 | 41 | —  | Starting Now |
| 2009                                          | "Man of the House"     | 27 | —  | —  | —  | Starting Now |
| 2010                                          | "Hold That Thought"    |    |    |    |    | TBD          |
| "—" signifie que le titre ne s'est pas classé |                        |    |    |    |    |              |

Note : TBD signifie to be defined, soit « pas encore défini ».
- A "Stealing Cinderella" également classée #99 sur l'U.S. Billboard Pop 100.

## EP
Rough 2013